# Un incident la cameră
Un incident la cameră este o operă literară scrisă de Ion Luca Caragiale. 